# Cejlon na Letnich Igrzyskach Olimpijskich 1964
Cejlon na Letnich Igrzyskach Olimpijskich 1964 reprezentowało 6 mężczyzn.
Był to piąty start reprezentacji Cejlonu na letnich igrzyskach olimpijskich. 

## Skład kadry

### Boks
Mężczyźni
- Winston Van Cuylenburg - waga musza - 9. miejsce
- Malcolm Bulner - waga półśrednia - 17. miejsce

### Lekkoatletyka
Mężczyźni
- Ranatunge Karunananda

5000 metrów - odpadła w eliminacjach
10 000 metrów - 29. miejsce

### Strzelectwo
Mężczyźni
- Habarakadage Perera - karabin małokalibrowy, 50 m, leżąc - 69. miejsce
- Ravivimal Jaywardene - karabin małokalibrowy, 50 m, leżąc - 72. miejsce

### Zapasy
Mężczyźni
- Ernest Fernando - styl wolny, waga musza - odpadł w eliminacjach